# Juan Herrera y Torres
Juan Herrera y Torres (Ciudad de Panamá, 1 de julio de 1760 - 22 de marzo de 1831) fue un prócer, comerciante y político colombiano, siendo uno de los firmantes del Acta de Independencia de Panamá, el 28 de noviembre de 1821. También fue padre del militar Tomás Herrera.

## Biografía
Su padre fue un funcionario importante de la Real Audiencia de Panamá, pero posteriormente caído en desgracia. A la edad de 15 años comenzó a dedicarse al 
comercio y eventualmente obtuvo prestigio en la sociedad. Mientras estaba trabajando en Portobelo conoció a María Francisca Pérez Dávila, quien se volvería su esposa en 1780 y se afincarían en la capital panameña, siendo una familia acaudalada con cuatro hijas y un hijo. El gobernador de Castilla de Oro, Ramón de Carvajal, le ofreció un puesto administrativo importante, que lo tomó por un tiempo para luego volver al comercio. 
Se involucró en la política, mostrándose opuesto al trato de los gobernantes españoles y sería fuerte crítico del virrey Juan de Sámano, y por ello fue perseguido y casi exiliado del istmo, pero dicha situación finalizó con la muerte de Sámano en 1821. En ese mismo año, fue electo diputado provincial.
Herrera supo de las intenciones de Juan de la Cruz Mourgeon y Achet en reorganizar las fuerzas realistas y recuperar Nueva Granada a los españoles. Una vez que Mourgeon salió a Ecuador en octubre de 1821 y encargó a José de Fábrega la administración del istmo, varios ciudadanos se organizaron en frentes populares y Herrera junto con otros como los hermanos Mariano Arosemena y Blas Arosemena, José María Barrientos, José Argote, José María Goytía, lograron desarticular a las tropas ofreciendo dinero a quienes desertaran o pasaran de bando. Llegado el 28 de noviembre de 1821, se organizó un cabildo con varios ciudadanos ilustres, siendo Herrera fue uno de los firmantes del acta de independencia del istmo y consumando la emancipación.